# エクスビビット
エクスビビット（exa binary digit）は情報の大きさや記憶装置の容量を表す単位である。Eibit、Eibと略記される。
- 1 exbibit = 260 bits = 1,024 pebibits = 1,152,921,504,606,846,976 bits

2進接頭辞のエクスビを使っており、260を示す。
8エクスビビットが1エクスビバイトと同じである。